# Dvergen
Der Dvergen (norwegisch für Zwerg) ist ein kleiner, felsiger und isolierter Hügel im ostantarktischen Königin-Maud-Land. In der Sverdrupfjella ragt er rund 6 km nördlich des Fuglefjellet auf.
Aus der Luft fotografiert wurde der Hügel bei der Deutschen Antarktischen Expedition 1938/39 unter der Leitung des Polarforschers Alfred Ritscher. Norwegische Kartografen benannten ihn deskriptiv nach seiner Erscheinung und kartierten ihn anhand von Vermessungen und Luftaufnahmen der Norwegisch-Britisch-Schwedischen Antarktisexpedition (1949–1952) sowie Luftaufnahmen der Dritten Norwegischen Antarktisexpedition (1956–1960).